# Озерки (Лев-Толстовський район)
Озерки (рос. Озерки) — присілок у Лев-Толстовському районі Липецької області Російської Федерації.
Населення становить 20  осіб. Належить до муніципального утворення Новочемодановська сільрада.

## Історія
З 13 червня 1934 до 26 вересня 1937 року у складі Воронезької області, у 1937-1954 роках — Рязанської області. Відтак входить до складу Липецької області.
Згідно із законом від 2 липня 2004 року №114-оз органом місцевого самоврядування є Новочемодановська сільрада.

## Населення
| 2000 | 2010 |
| ---- | ---- |
| 28   | ↘20  |